# Johnny Hutchinson
Johnny Hutchinson (Malta, 18 de julho de 1940 – 13 de abril de 2019) foi um baterista que tocou em Liverpool na mesma época do surgimento dos The Beatles, no final da década de 1950 e início da década de 1960. Hutchinson foi baterista e vocalista da banda The Big Three e chegou a se apresentar com os Beatles antes da entrada de Ringo Starr no grupo. Ele recusou tornar-se integrante oficial por ser amigo do recém despedido baterista da banda, Pete Best.